# Рочинлакша
Рочинлакша (Рочин-лакши) — озеро на территории Ледмозерского сельского поселения Муезерского района Республики Карелии.

## Общие сведения
Площадь озера — 1,4 км². Располагается на высоте выше 132,6 метров над уровнем моря.
Форма озера лопастная, продолговатая: оно вытянуто с северо-запада на юго-восток. Берега изрезанные, каменисто-песчаные, местами заболоченные.
Через озеро протекает река Унга, впадающая в реку Онду, втекающую, в свою очередь, в Нижний Выг.
В озере расположено не менее шести безымянных островов различной площади.
К северо-западу от озера проходит лесная дорога.
Код объекта в государственном водном реестре — 02020001311102000008029.